# Gle Lhomeudu
Gle Lhomeudu är ett berg i Indonesien.   Det ligger i provinsen Aceh, i den västra delen av landet, 1 800 km nordväst om huvudstaden Jakarta. Toppen på Gle Lhomeudu är 434 meter över havet, eller 60 meter över den omgivande terrängen. Bredden vid basen är 0,29 km.
Terrängen runt Gle Lhomeudu är kuperad söderut, men norrut är den bergig. Terrängen runt Gle Lhomeudu sluttar söderut.Runt Gle Lhomeudu är det ganska tätbefolkat, med 58 invånare per kvadratkilometer. I omgivningarna runt Gle Lhomeudu växer i huvudsak städsegrön lövskog.